# Вулиця Ігоря Сердюка
Вулиця Ігоря Сердюка — одна з центральних вулиць Кременчука. Протяжність близько 1600 метрів. До 18 лютого 2016 року називалася Жовтневою.

## Розташування
Вулиця розташована в центральній частині міста. Починається від Придніпровського парку і прямує на північний схід до проспекту Свободи.
Проходить крізь такі вулиці (з початку вулиці до кінця):
- Перемоги
- Академіка Маслова
- Миколи Залудяка
- 29 Вересня
- Лейтенанта Покладова
- Небесної Сотні
- Шевченка
- Левка Лук'яненка

## Опис
На вулиці розміщені переважно невисокі будинки.

## Історія
Вулиця до 2016 року мала назву на честь Жовтневого перевороту.
З 2016 року вулиця має ім'я Героя України Ігоря Сердюка, який загинув під час протистояння на Євромайдані.
20 лютого 2020 року на розі вулиці Небесної Сотні та вулиці Ігоря Сердюка на будинку № 21/35 під час меморіальних заходів, присвячених Дню пам'яті Героїв Небесної Сотні було відкрито меморіальний барельєф Ігорю Сердюку.

## Будівлі та об'єкти
На вулиці знаходяться тризірковий  готель «Кремінь», краєзнавчий музей, автомобільна стоянка, Сквер імені Олега Бабаєва, кінопалац, головне відділення пошти, кондитерська фабрика «Рошен» , Будинок кондитера Силаєва (вулиця Ігоря Сердюка, 8/54). 

## Галерея

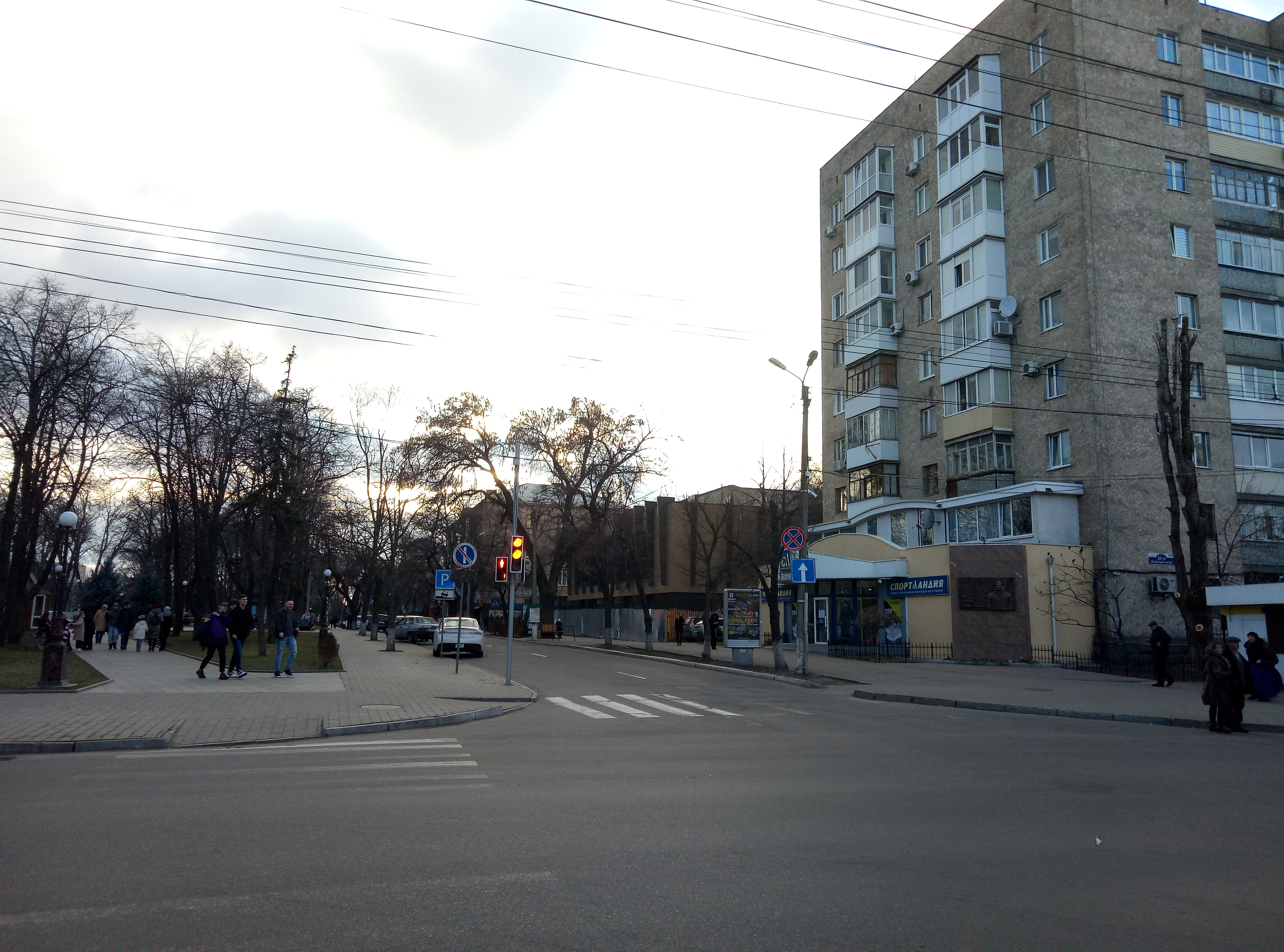
Перехрестя Сердюка і Небесної Сотні
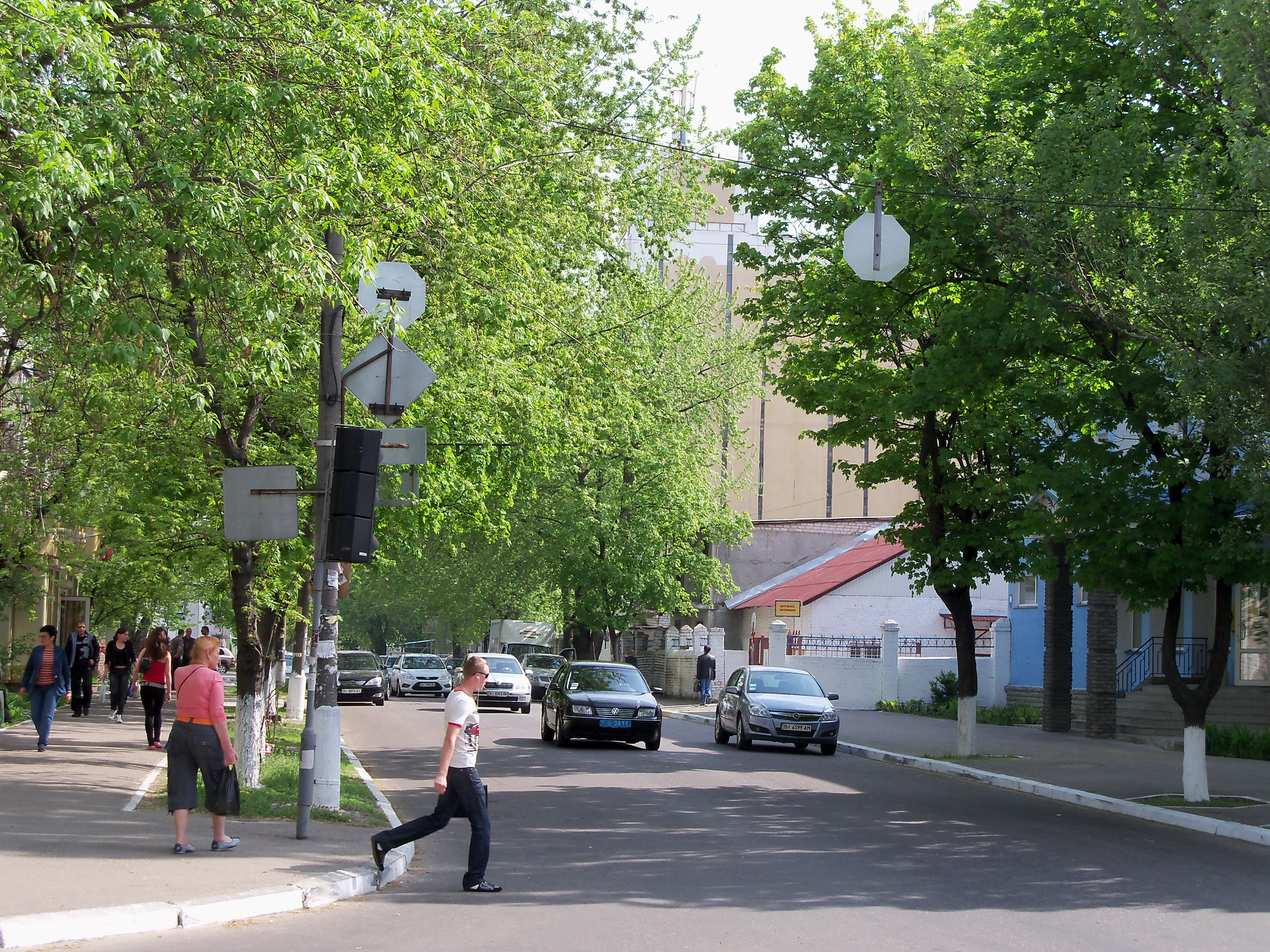
Вулиця після перетину з вулицею Шевченка в сторону вулиці Левка Лук'яненка
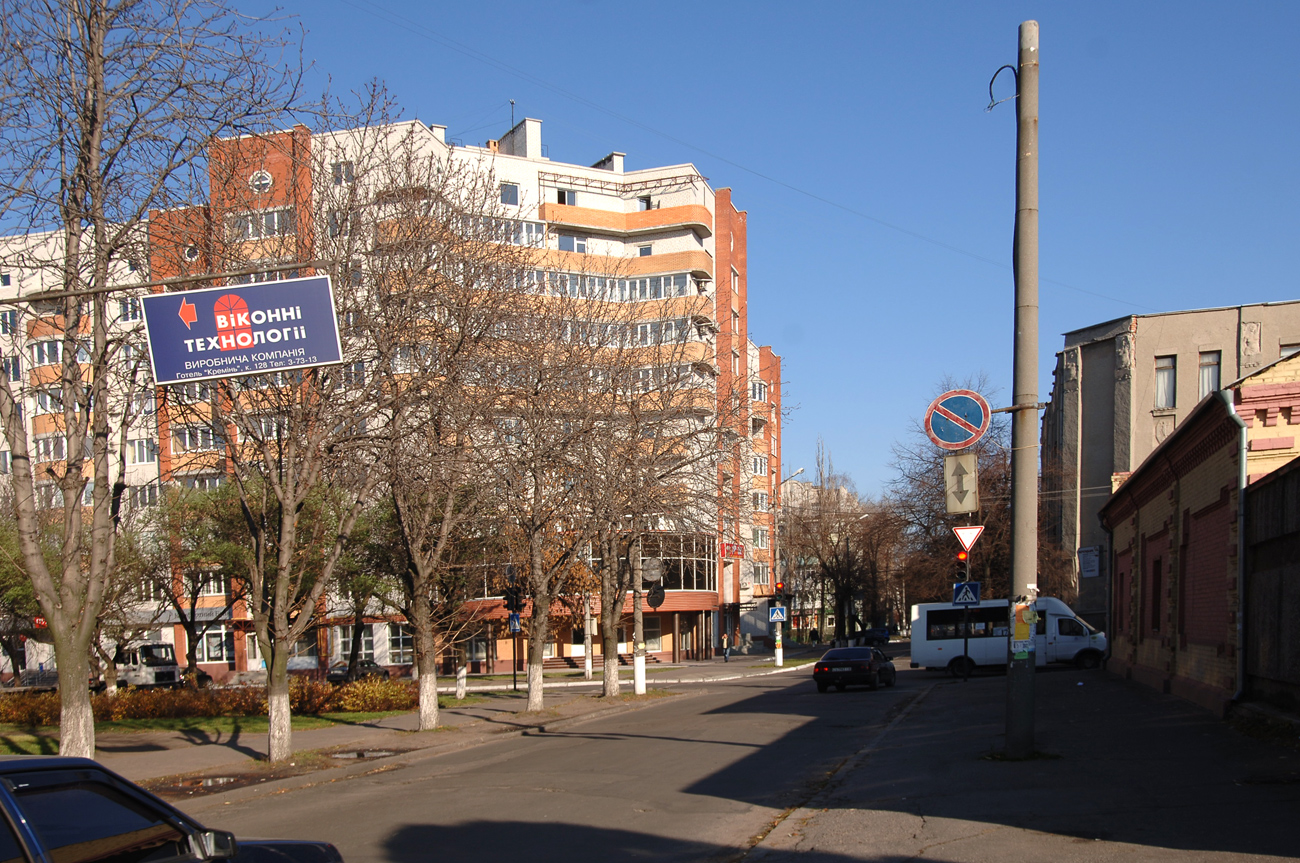
Вулиця Ігоря Сердюка